# Klaus Kruse
Klaus Kruse (* 1. August 1943 in Eutin; † 13. November 2001) war ein deutscher Pädiater und Hochschullehrer.

## Leben
Kruse studierte an der Christian-Albrechts-Universität zu Kiel Medizin und trat 1973 als Assistent in die Kinderklinik Lübeck ein. Im darauffolgenden Jahr wechselte er an die Kieler Kinderklinik, wo er bis zu seinem Ruf auf eine Professur mit Oberarztfunktion in Würzburg im Jahr 1982 tätig war. Zu Beginn des Jahres 1989 trat er eine Professur in Lübeck an und wurde Direktor der dortigen Klinik für Kinder- und Jugendmedizin. Wissenschaftlich befasste er sich vor allem mit der endokrinen Regulation des Kalzium-Knochenstoffwechsels im wachsenden Organismus und deren Störungen. Er trug zu zahlreichen Lehrbüchern bei und gab das Standardwerk „Pädiatrische Endokrinologie“ heraus. Im Jahr 1997 richtete Kruse die Jahrestagung der Deutschen Gesellschaft für Kinderheilkunde und Jugendmedizin in Lübeck aus. Die Deutsche Gesellschaft für Kinderendokrinologie und -diabetologie vergibt ein Klaus-Kruse-Stipendium an Nachwuchswissenschaftler.

## Schriften (Auswahl)
- mit Manfred Oehmichen (Hrsg.): Ethik in der Kinderheilkunde, Hansisches Verlags-Kontor, Lübeck 1999, ISBN 978-3-87302-093-1.
- (Hrsg.): Pädiatrische Endokrinologie, 2., neubearb. Aufl., Thieme, Stuttgart/New York 1999, ISBN 978-3-13-117212-9.